# François-Henri d’Harcourt

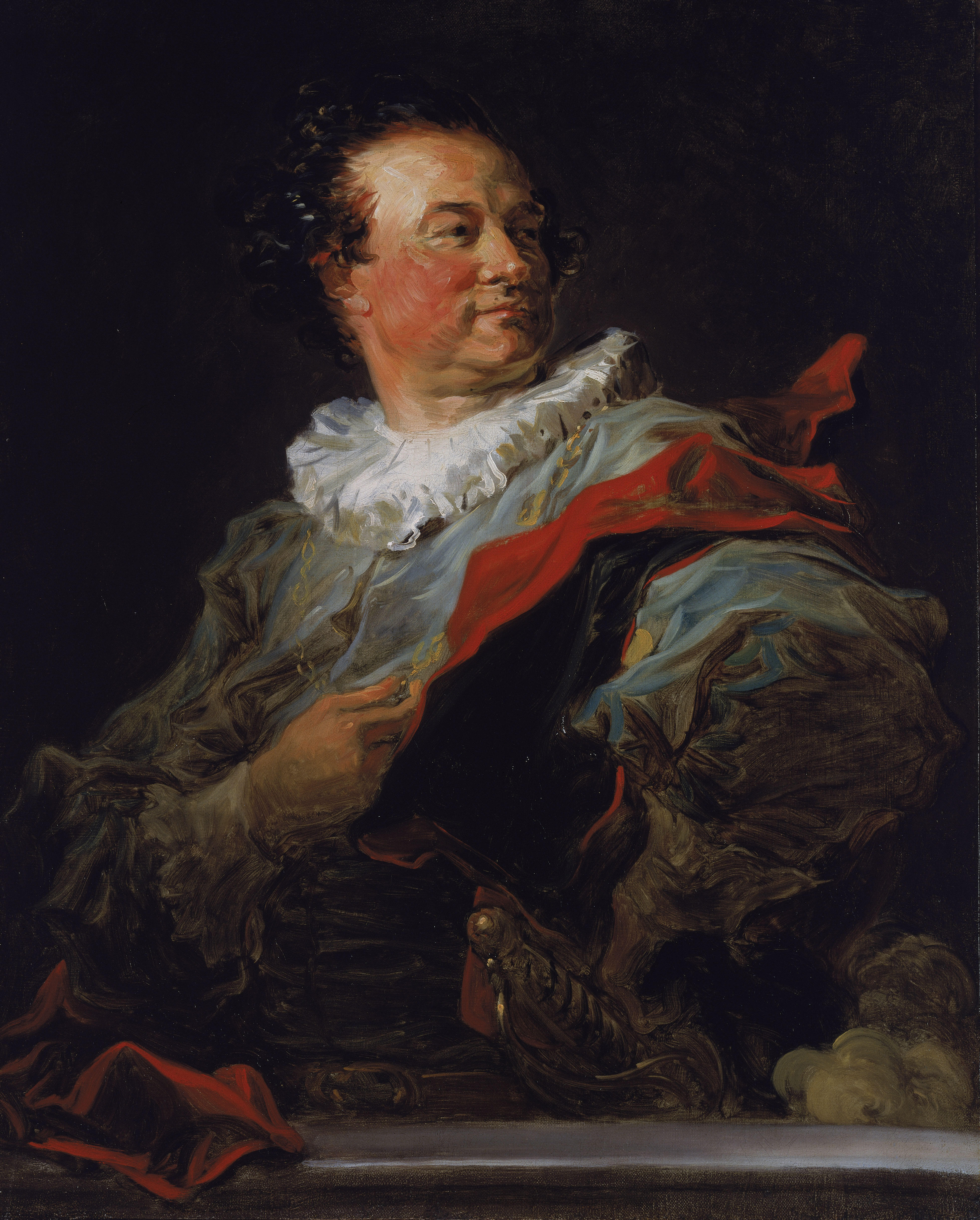
François-Henri d’Harcourt
Porträt von Fragonard (vor 1769)

François-Henri d’Harcourt (* 12. Januar 1726 in Paris, Frankreich; † 22. Juli 1802 in Staines-upon-Thames, England), auch Graf von Lillebonne genannt, war ein französischer Herzog und Pair von Frankreich des Ancien Régime. Seit dem Tod seines Vaters 1783 trug er den Titel des V. Herzog d’Harcourt.

## Leben
Seine Eltern waren Anne Pierre d’Harcourt, 4. Herzog d’Harcourt (1701/1707–1783), und Thérèse-Eulalie de Beaupoil de Saint-Aulaire (1705–1739). D’Harcourt war Lieutenant-général (1762), Ritter des Ordre du Saint Esprit, Befehlshaber (Grand Bailli) von Rouen und von 1775 bis 1789 Gouverneur der Normandie. In den Jahren von 1786 bis 1789 wurde er von Louis XVI. zum Erzieher des Dauphin von Frankreich ernannt. 1788 wurde er auf den Fauteuil 32 der Académie française gewählt.
Im Zuge der französischen Revolution kämpfte er zunächst in der Armee der Emigranten, wo er zeitweilig als Nachfolger von Armand Emmanuel du Plessis, duc de Richelieu die Kavallerieeinheit der Chevaliers-dragons de la couronne befehligte. Danach emigrierte er nach Großbritannien, wo er von 1792 bis 1802 de jure den französischen König vertrat.
Der Herzog d’Harcourt heiratete am 13. Juni 1752 Françoise Catherine Scholastique d’Aubusson (1733–1815), ihre Tochter Anne (1753–1778) war mit Victurnien-Jean-Baptiste de Rochechouart, Duc de Mortemart vermählt.

## Trivia
Das Porträt von Jean-Honoré Fragonard aus der Zeit von vor 1759 (siehe nebenan) wurde 2013 beim Londoner Auktionshaus Bonhams für den Preis von 15 Millionen Pfund zugeschlagen.

## Werke
- 1774: Traité de la décoration des dehors, des jardins et de parcs, welches 1919 durch Ernest Ganay neu aufgelegt wurde.